# 蜜月抄
『蜜月抄』（みつげつしょう）は、2013年11月13日にユニバーサルミュージックより発売された日本のシンガーソングライター椎名林檎のライブ・アルバム。
初回限定仕様盤（規格品番：TYCT-69006）と、通常盤（規格品番：TYCT-60008）の2形態での発売。初回限定仕様盤はケース付きハードカバー・ブック仕様で、ライブ写真とツアーを振り返るロングインタビューが掲載されている。同日にはコンピレーション・アルバム『浮き名』も同時発売された。

## 概要
椎名がこれまでに行なってきたコンサートの中から厳選された音源が収録されたライブアルバム。ヘビーユーザーに人気の高い楽曲を中心に選曲されている。また2009年に放送されたNHK「SONGS」でのスタジオ・ライブ音源も収録されている。ジャケットのイラストレーションは宇野亜喜良が担当している。

## 収録曲
全作詞・作曲：椎名林檎　（注記を除く）
| #         | タイトル                                       | 作詞      | 作曲・編曲 | 収録                                        | 時間 |
| --------- | ---------------------------------------------- | --------- | ---------- | ------------------------------------------- | ---- |
| 1.        | 「本能」                                       | 椎名林檎  |            | 『下剋上エクスタシー』（2000年）            | 4:59 |
| 2.        | 「歌舞伎町の女王」                             |           |            | 『座禅エクスタシー』（2000年）              | 2:50 |
| 3.        | 「ありあまる富」(補作曲：いまみちともたか)     |           |            | NHK「SONGS」（2009年6月24日放送）           | 5:58 |
| 4.        | 「迷彩」                                       |           |            | 『第一回林檎班大会の模様』（2005年）        | 4:05 |
| 5.        | 「今夜だふ」(作曲：椎名林檎、田渕ひさ子)       |           |            | 『発育ステータス 御起立ジャポン』（2000年） | 2:00 |
| 6.        | 「茜さす 帰路照らされど･･･」                   |           |            | 『座禅エクスタシー』                        | 4:03 |
| 7.        | 「積木遊び」                                   |           |            | 『下剋上エクスタシー』                      | 4:21 |
| 8.        | 「浴室」                                       |           |            | 『座禅エクスタシー』                        | 5:15 |
| 9.        | 「茎 (STEM)」                                  |           |            | 『Ringo EXPO 08』（2008年）                 | 4:42 |
| 10.       | 「りんごのうた」(歌唱：椎名林檎と長谷川きよし) |           |            | 『第一回林檎班大会の模様』                  | 3:35 |
| 11.       | 「罪と罰」                                     |           |            | 『Electric Mole』（2003年）                 | 5:53 |
| 12.       | 「丸ノ内サディスティック」                     |           |            | 『Electric Mole』                           | 3:47 |
| 13.       | 「密偵物語」(作詞：Jack Brown)                 |           |            | NHK「SONGS」（2009年7月1日放送）            | 3:13 |
| 14.       | 「あおぞら」                                   |           |            | 『下剋上エクスタシー』                      | 2:44 |
| 15.       | 「ポルターガイスト」                           |           |            | 『賣笑エクスタシー』（2003年）              | 3:16 |
| 16.       | 「この世の限り」(歌唱：椎名林檎と椎名純平)     |           |            | 『Ringo EXPO 08』                           | 3:39 |
| 合計時間: | 合計時間:                                      | 合計時間: | 64:20      |                                             |      |